# Kebbé
Le kebbé (aussi écrit kibbeh ou kebbeh ; en arabe : كبة ) est un plat de la cuisine levantine. Il se présente sous la forme d'une boulette légèrement allongée.

## Origine
Ce plat est originaire du Levant où il est consommé sous de nombreuses formes.
Il est aussi populaire en Haïti et auprès des membres de la diaspora haïtienne. Il a été introduit en Haïti par les membres de la communauté syro-libanaise et se retrouve parfois dans les restaurants traditionnels haïtiens sous le nom de kibi.
Ce plat est également populaire au Brésil, où il porte le nom de quibe ; il est préparé avec du boulghour et de la viande de bœuf.

## Préparation
Il est constitué d'une pâte formée de viande hachée et de boulghour. On en forme des boulettes qui sont alors fourrées avec une farce de viande et de fruits secs (noix ou pignons de pin) et parfumées d'épices et d'herbes. Ces boulettes sont frites dans l'huile.
La viande est généralement de l'agneau, du mouton et/ou du bœuf.

### Variantes

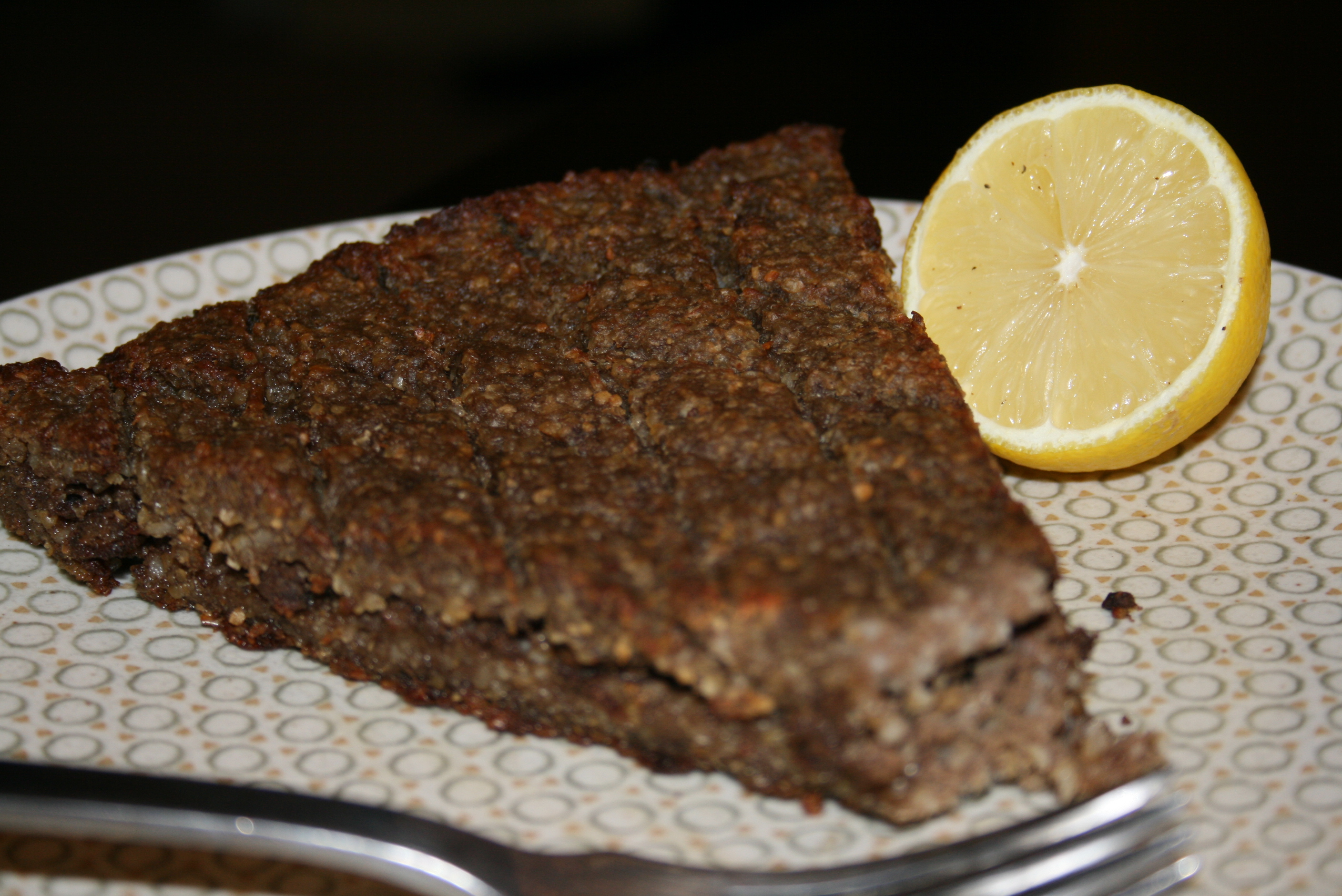
Kebbé b'souniyé.

Même si les boulettes sont la forme la plus courante, le kebbé existe sous de nombreuses formes, par exemple :
- une grande galette plate cuite au four (kebbé b'souniyé)[2] ;
- en version crue, le kebbé nayé.

## Dégustation
C'est un des composants habituels du mezzé, servi pendant les grandes occasions.
Il peut être accompagné de yaourt (leben, ou ayran), voire plongé dedans (labaniyé).